# José Ernesto Sosa
José Ernesto Sosa (1985. június 19. –) argentin labdarúgó, az Estudiantes középpályása.

## Pályafutása

### Klubcsapatokban

#### A kezdetek
Sosa Carcaraná városában, Argentínában született 1985-ben. Az Estudiantesben tanulta meg a labdarúgás alapjait, majd ebben a csapatban is mutatkozott be az argentin első osztályban a felnőttek között, a 2002–03-as szezonban. Összesen 5 idényt töltött a klubnál, mellyel megnyerte a 2006-os Aperturát. Ekkor az utolsó fordulóban az Estudiantes a Boca Juniorsszal játszott, s a Sosa szabadrúgásgóljával kiharcolt döntetlennek köszönhetően lett bajnok. 

#### Bayern München
2007. február 24-én az Estudiantes és a német Bayern München hivatalosan is megállapodott a játékos átigazolásával kapcsolatban, de a pénzösszeget nem hozták nyilvánosságra. A megállapodás értelmében a középpályás a 2006–07-es idény végéig Argentínában maradt. 
2009. október 29-én hivatalosan bejelentették, hogy Sosa kölcsönbe visszakerül az Estudianteshez. A müncheni alakulat színeiben 53 mérkőzésen lépett pályára, melyeken 2 alkalommal volt eredményes és mindjárt első szezonjában megnyerte a Bundesligát, a Német kupát és a Német ligakupát is.

#### Napoli
2010. augusztus 30-án az olasz Napoli 2 millió eurót fizetett érte és négy évre szerződtették.

#### Metaliszt Harkiv
2011. július 26-án az ukrán FK Metaliszt Harkiv csapatához szerződött 1,9 millió euró ellenében. A klubnál eltöltött ideje alatt a 11-es mezszámban játszott és nagy szerepe volt a, hogy a 2011–12-es évadban egészen az Európa-liga negyeddöntőjéig meneteltek. 2012. június 28-án ő lett a keret csapatkapitánya. 
2014. január 1-jén félévre kölcsönbe a spanyol Atlético Madrid csapatához került. Megnyerte a 2013–14-es spanyol bajnokságot és a Bajnokok Ligája döntőjében csereként állt be, de ott a Real Madrid ellen a hosszabbításban 4–1 arányban vereséget szenvedtek.

#### Beşiktaş
2014. augusztus 31-én csatlakozott a török Beşiktaşhoz egy kölcsönszerződés keretein belül. 2014. október 15-én bejelentették, hogy érvényesítik vételi opciójukat és 9,4 millió euróért végleg leszerződtették. A 2015–16-os Süper Lig-ben 12 gólpasszt jegyzett, ami a legtöbb volt.

#### AC Milan
2016. augusztus 17-én 7,5 millió euróért cserébe az olasz AC Milanhoz írt alá kétéves megállapodást. Augusztus 27-én mutatkozott be a 80. percben korábbi klubja, a Napoli elleni 4–2-es vereség alkalmával.
Riccardo Montolivo sérülése után több játéklehetőséghez jutott a 4–3–3-as formációban.

#### Trabzonspor
2017. szeptember 8-án visszatért Törökországba egy kölcsönadás miatt a Trabzonspor együtteséhez, 2020-ig. 2018. január 15-én a Trabzonspor élt a vásárlási opciójával és végleg megvásárolták a játékjogát a Milantól.
Alapember volt a többek közt a 2019–20-as Török kupát megnyerő keretnek. Összesen 93 mérkőzésen 13 gólpasszig jutott.

#### Fenerbahçe
2020. augusztus 22-én két évre egy másik nagy török sportegyesület, a Fenerbahçe igazolta le. Szeptember 11-én a 77. percben csereként lépett pályára, majd a 87. percben büntetőből volt eredményes a Çaykur Rizespor ellen.

### A válogatottban
Ott volt kettő U20-as világbajnokságon. 2003-ban az elődöntőig jutott és 4 mérkőzésen játszott, 2005-ben pedig egyszer sem lépett pályára, ám így is világbajnok lett, hiszen a többek között Lionel Messivel, Fernando Gagóval, Sergio Agüeróval felálló csapat aranyérmet szerzett.
Az argentin felnőtt válogatottban 2005. március 9-én mutatkozott be Mexikó ellen, ahol csereként a 86. percben állt be. Kezdő először a második meccsén volt, 2007. április 18-án, Chile ellenében. Tagja volt a 2008-as nyári Olimpián aranyérmet szerzett válogatottnak és mind az öt mérkőzésen pályára lépett.
Első gólját 2010. január 26-án Costa Rica ellen jegyezte, egy 3–2-es győzelemmel véget érő találkozón. A 2010-es világbajnokságra utazó keretbe nem hívta be az akkori szövetségi kapitány, Diego Maradona, viszont Alejandro Sabella már számított rá a 2014-es torna selejtezőire.

## Statisztikái

### Klubcsapatokban
2020. november 2-án frissítve.
| Klub                     | Szezon           | Liga             | Liga  | Liga | Kupa  | Kupa | Európa | Európa | Egyéb | Egyéb | Összesen | Összesen |
| Klub                     | Szezon           | Bajnokság        | Mérk. | Gól  | Mérk. | Gól  | Mérk.  | Gól    | Mérk. | Gól   | Mérk.    | Gól      |
| ------------------------ | ---------------- | ---------------- | ----- | ---- | ----- | ---- | ------ | ------ | ----- | ----- | -------- | -------- |
| Estudiantes              | 2002–03          | Primera División | 7     | 1    | —     | —    | —      | —      | —     | —     | 7        | 1        |
| Estudiantes              | 2003–04          | Primera División | 29    | 1    | —     | —    | —      | —      | —     | —     | 29       | 1        |
| Estudiantes              | 2004–05          | Primera División | 33    | 4    | —     | —    | —      | —      | —     | —     | 33       | 4        |
| Estudiantes              | 2005–06          | Primera División | 36    | 3    | —     | —    | 12     | 0      | —     | —     | 48       | 3        |
| Estudiantes              | 2006–07          | Primera División | 38    | 3    | —     | —    | —      | —      | —     | —     | 38       | 3        |
| Estudiantes              | 2009–10          | Primera División | 17    | 3    | —     | —    | 9      | 2      | —     | —     | 26       | 5        |
| Estudiantes              | Összesen         | Összesen         | 136   | 11   | 0     | 0    | 12     | 0      | 0     | 0     | 148      | 11       |
| Bayern München           | 2007–08          | Bundesliga       | 15    | 0    | 3     | 0    | 6      | 0      | 1     | 0     | 25       | 0        |
| Bayern München           | 2008–09          | Bundesliga       | 17    | 2    | 1     | 0    | 3      | 0      | 0     | 0     | 21       | 2        |
| Bayern München           | 2009–10          | Bundesliga       | 3     | 0    | 2     | 0    | 1      | 0      | 0     | 0     | 6        | 0        |
| Bayern München           | 2010–11          | Bundesliga       | 0     | 0    | 0     | 0    | 0      | 0      | 1     | 0     | 1        | 0        |
| Bayern München           | Összesen         | Összesen         | 35    | 2    | 6     | 0    | 10     | 0      | 2     | 0     | 53       | 2        |
| Napoli                   | 2010–11          | Serie A          | 24    | 1    | 1     | 0    | 6      | 0      | —     | —     | 31       | 1        |
| Napoli                   | Összesen         | Összesen         | 24    | 1    | 1     | 0    | 6      | 0      | —     | —     | 31       | 1        |
| Metaliszt Harkiv         | 2011–12          | Premjer Liga     | 26    | 5    | 0     | 0    | 12     | 2      | —     | —     | 38       | 7        |
| Metaliszt Harkiv         | 2012–13          | Premjer Liga     | 21    | 7    | 0     | 0    | 7      | 0      | —     | —     | 28       | 7        |
| Metaliszt Harkiv         | 2013–14          | Premjer Liga     | 17    | 5    | 1     | 0    | 2      | 0      | —     | —     | 20       | 5        |
| Metaliszt Harkiv         | Összesen         | Összesen         | 86    | 17   | 1     | 0    | 21     | 2      | 0     | 0     | 108      | 19       |
| Atlético Madrid          | 2013–14          | La Liga          | 15    | 0    | 4     | 0    | 5      | 0      | —     | —     | 24       | 0        |
| Atlético Madrid          | Összesen         | Összesen         | 15    | 0    | 4     | 0    | 5      | 0      | —     | —     | 24       | 0        |
| Beşiktaş (kölcsönben)    | 2014–15          | Süper Lig        | 3     | 0    | 0     | 0    | 2      | 0      | —     | —     | 5        | 0        |
| Beşiktaş                 | 2014–15          | Süper Lig        | 24    | 5    | 3     | 0    | 7      | 0      | —     | —     | 34       | 5        |
| Beşiktaş                 | 2015–16          | Süper Lig        | 31    | 7    | 5     | 1    | 5      | 1      | —     | —     | 41       | 9        |
| Beşiktaş                 | Összesen         | Összesen         | 58    | 12   | 8     | 1    | 14     | 1      | 0     | 0     | 80       | 14       |
| AC Milan                 | 2016–17          | Serie A          | 18    | 0    | 1     | 0    | —      | —      | 0     | 0     | 19       | 0        |
| AC Milan                 | Összesen         | Összesen         | 18    | 0    | 1     | 0    | —      | —      | 0     | 0     | 19       | 0        |
| Trabzonspor (kölcsönben) | 2017–18          | Süper Lig        | 25    | 0    | 2     | 0    | —      | —      | —     | —     | 27       | 0        |
| Trabzonspor              | 2018–19          | Süper Lig        | 29    | 5    | 1     | 0    | —      | —      | —     | —     | 30       | 5        |
| Trabzonspor              | 2019–20          | Süper Lig        | 24    | 6    | 5     | 1    | 7      | 1      | —     | —     | 36       | 8        |
| Trabzonspor              | Összesen         | Összesen         | 78    | 11   | 8     | 1    | 7      | 1      | 0     | 0     | 93       | 13       |
| Fenerbahçe               | 2020–21          | Süper Lig        | 7     | 2    | 0     | 0    | —      | —      | —     | —     | 7        | 2        |
| Fenerbahçe               | Összesen         | Összesen         | 7     | 2    | 0     | 0    | —      | —      | —     | —     | 7        | 2        |
| Karrier összesen         | Karrier összesen | Karrier összesen | 452   | 59   | 29    | 2    | 84     | 6      | 2     | 0     | 567      | 68       |

### A válogatottban
| Argentína | Argentína | Argentína |
| Év        | Mérkőzés  | Gól       |
| --------- | --------- | --------- |
| 2005      | 1         | 0         |
| 2006      | 0         | 0         |
| 2007      | 1         | 0         |
| 2008      | 3         | 0         |
| 2009      | 0         | 0         |
| 2010      | 1         | 1         |
| 2011      | 7         | 0         |
| 2012      | 5         | 0         |
| 2013      | 1         | 0         |
| Összesen  | 19        | 1         |

## Sikerei, díjai

### Klubcsapatokban
Estudiantes
- Argentin bajnok: 2006–07[2]

Bayern München
- Német bajnok: 2007–08
- Német kupa: 2007–08
- Német ligakupa: 2007
- Német szuperkupa: 2010

Atlético Madrid
- Spanyol bajnok: 2013–14[14]

 Beşiktaş
- Török bajnok: 2015–16[39]

AC Milan
- Olasz szuperkupa: 2016[40]

Trabzonspor
- Török kupa: 2019–20[41]

### A válogatottban
Argentína
- Olimpia: 2008[34]

### Egyéni
- Süper Lig – A legtöbb gólpassz (12): 2015–16[19]